# Sonny (nome)
Sonny  è un nome proprio di persona inglese maschile.

## Varianti
- Maschili: Sonnie[1]

## Origine e diffusione
Riprende il soprannome inglese sonny, basato su son ("figlio"), usato tipicamente per indicare un giovane ragazzo (equivalente, in sostanza, all'italiano "figliolo").

## Onomastico
Nessun santo ha mai portato il nome Sonny, che quindi è adespota, e l'onomastico si può festeggiare il 1º novembre, in occasione di Ognissanti.

## Persone

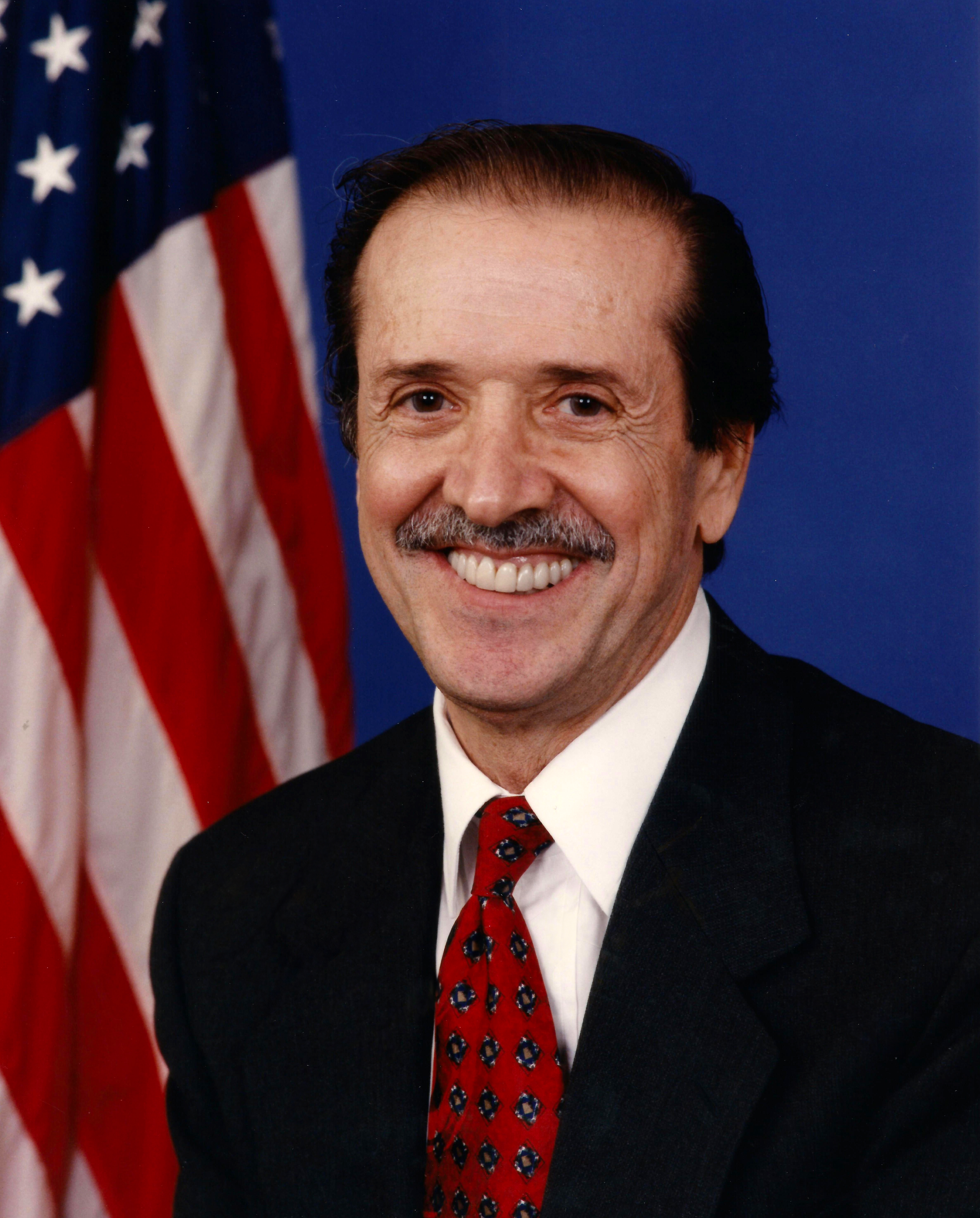
Sonny Bono

- Sonny Anderson, calciatore e allenatore di calcio brasiliano
- Sonny Barger, leader del club motociclistico Hells Angels
- Sonny Bono, cantante e politico statunitense
- Sonny Chiba, attore e artista marziale giapponese
- Sonny Colbrelli, ciclista su strada italiano
- Sonny Greer, batterista statunitense
- Sonny Landham, attore e politico statunitense
- Sonny Liston, pugile statunitense
- Sonny John Moore, vero nome di Skrillex, disc jockey, musicista, cantante e produttore discografico statunitense
- Sonny Rollins, sassofonista e compositore statunitense
- Sonny Stitt, sassofonista statunitense
- Sonny Terry, musicista statunitense
- Sonny Bill Williams, rugbista a 13 e a 15 e pugile neozelandese

## Il nome nelle arti
- Sonny è un personaggio del film Bronx.
- Sonny Black e Sonny Red sono dei personaggi del bestseller di Joe Pistone Donnie Brasco e dell'omonimo film da esso tratto diretto da Mike Newell.
- Sonny Corleone è un personaggio del romanzo di Mario Puzo Il padrino, e della serie cinematografica da esso tratta.
- Sonny Crockett è un personaggio del telefilm Miami Vice, interpretato da Don Johnson.
- Sonny Truelove è un personaggio del film Alpha Dog.
- Sonny Wortzik è il nome fittizio di John Wojtowicz, usato nel film Quel pomeriggio di un giorno da cani, interpretato da Al Pacino.